# Ricardo Branda
Ricardo Alberto Branda (Ciudad de Formosa, 1 de julio de 1950) es un abogado y político argentino, miembro del Partido Justicialista. Fue senador nacional por la provincia de Formosa entre 1992 y 2001.

## Biografía
Estudió abogacía en la Universidad Nacional del Nordeste, graduándose en 1977.
Comenzó su carrera pública como Secretario de Coordinación del gobierno de la provincia de Formosa entre 1983 y 1987. También fue director de las cooperativas provinciales y del Área de Fronteras. En 1987 fue designado vicepresidente del Banco de Formosa, ocupando el cargo hasta 1992.
En 1992 la legislatura provincial lo designó senador nacional por Formosa, con mandato hasta 2001. Allí integró las comisiones: Especiales de Análisis y Seguimiento del Tratado con Italia; de Emergencia Económica; Especial para superar la situación de desequilibrio financiero de las provincias; y de Apoyo y Seguimiento de las Obras de Aprovechamiento de los Recursos Hídricos del Río Bermejo. También presidió los grupos parlamentarios de amistad con Japón y con Israel. Hacia el año 2000 presidía la Comisión de Legislación General.
En calidad de senador justicialista, formó parte de la primera integración del Consejo de la Magistratura entre 1998 y 2001, siendo su primer vicepresidente.
Tras dejar el Senado, fue director y vicepresidente segundo del Banco Central de la República Argentina entre diciembre de 2001 y agosto de 2005, cuando fue removido por Néstor Kirchner.
En 2000 formó parte de los senadores acusados de recibir sobornos del gobierno de Fernando de la Rúa, junto a Alberto Tell, Augusto Alasino, Emilio Cantarero y Remo Costanzo, para aprobar la ley 25.250 de Reforma Laboral, en lo que se conoció como el «escándalo de coimas en el Senado». Por ese hecho fue procesado por el juez Daniel Rafecas. Después de una investigación que incluyó un examen del movimiento de dinero de las cuentas de la Secretaría de Inteligencia del Estado (SIDE) que no encontró evidencia que respaldara las denuncias, todos los imputados fueron absueltos en diciembre de 2013 por los jueces Miguel Pons, Guillermo Gordo y Fernando Ramírez, por considerarse que no era posible probar ningún delito. Finalmente, la Cámara Federal de Casación confirmó la sentencia y la causa fue cerrada.